# Katholische Pfarrkirche Zurndorf

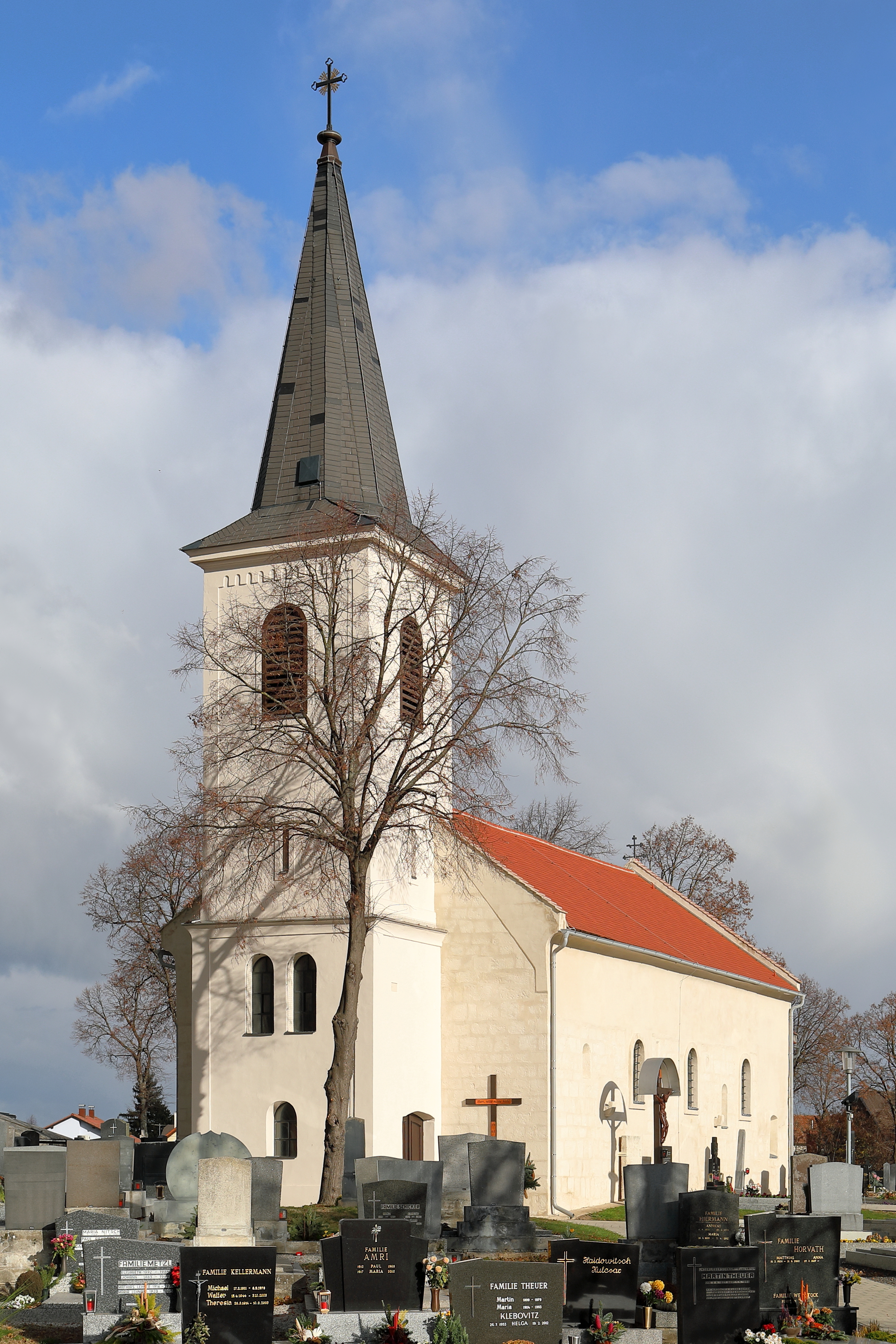
Südwestansicht der röm.-kath. Pfarrkirche Hll. Petrus und Paulus

Die römisch-katholische Pfarrkirche Zurndorf steht in der Gemeinde Zurndorf im Bezirk Neusiedl am See im Burgenland. Sie ist den Heiligen Petrus und Paulus geweiht und gehört zum Dekanat Neusiedl am See in der Diözese Eisenstadt. Das Bauwerk steht unter Denkmalschutz (Listeneintrag).

## Lagebeschreibung
Das Kirchengebäude steht am Nordende der Ortschaft in erhöhter Lage und ist von einem Friedhof umgeben.

## Geschichte
Die Kirche ist eine vorreformatorische Pfarre, die zeitweise evangelisch war. Seit 1673 ist sie wieder katholisch. Die Kirche ist ein romanisch-frühgotischer Kirchenbau. Der Kirchturm und die Wölbung des Kirchenschiffes stammen aus der ersten Hälfte des 17. Jahrhunderts. Nach einem Turmbrand wurde er 1857 neu gebaut. 1875 wurde die Kirche durch Friedrich Summerspach renoviert und 1976 erfolgte eine Restauration.

## Architektur
Kirchenäußeres
Die Kirche hat einen zweigeschoßigen Westturm mit achtseitigem Pyramidenhelm. Der eingezogene Chor ist niedrig und flach geschlossen. In der Ostwand ist ein vermauertes Spitzbogenfenster.
Kircheninneres
Über dem dreijochigen Kirchenschiff ist Tonnengewölbe mit Stichkappen. Die Westempore ist frühgotisch. Es ist mit mächtigem Kreuzgewölbe mit Bandrippen unterwölbt. Es durch drei spitzbogige Arkaden zum Kirchenschiff hin geöffnet. Die barocke Holzbrüstung ist gebaucht und stammt aus dem 18. Jahrhundert. Das Zwischenjoch ist das ehemalige Untergeschoß eines frühgotischen Ostturmes. Das Joch ist spitztonnengewölbt. Es ist gegen das Schiff und den Chor durch breite Gurtbögen, die auf Konsolen ruhen, abgesetzt. Über den zwei Chorjochen ist ein frühgotisches Kreuzrippengewölbe, das auf romanischen runden Doppeldiensten ruht. Auf dem Triumphbogen sind Wandmalereien aus der Zeit um 1700. Die Wandmalerei stellt die „Kreuzigung Jesu mit Maria und Johannes“ dar. Sie wurden in späterer Zeit übermalt und 1976 anlässlich der Renovierung wiederentdeckt und freigelegt.

## Ausstattung
Der Hochaltar stammt aus der ersten Hälfte des 18. Jahrhunderts und wurde zwischen 1770 und 1780 verändert. Er besteht aus einer Pilasterwand mit seitlichen Akanthusohren. Der Aufsatz ist niedrig und mit Putten verziert. Das Altarbild ist ein Ölbild, das den „Abschied der Apostel Petrus und Paulus“ darstellt. Es wurde nach einer Radierung von Franz Anton Maulpertsch geschaffen und ist eventuell die Arbeit einer seiner Schüler. Es wurde 1964 restauriert.
Der linke Seitenaltar ist ein flacher Rahmen mit Halbsäulen und Knorpelwerkohren vom Ende des 17. Jahrhunderts. Das Altarbild stellt „Maria mit Kind“ und „Maria vom Guten Rat“ dar. Der rechte Seitenaltar entstand um 1710 und wurde zwischen 1770 und 1780 verändert. Es handelt sich um einen flachen Säulenaltar mit Akanthusohren. Das Altarbild, ein Ölbild, wird von den Seitenfiguren der heiligen Barbara und Katharina flankiert. Der Aufsatz ist mit Vasen und Rocaillenornamentik verziert. Die Kanzel stammt aus der Mitte des 18. Jahrhunderts. Am dreiseitigen Korb ist das Relief „Opfer Abrahams“ dargestellt. Auf dem Schalldeckel sind die Gesetzestafeln Moses zu sehen sowie die Eherne Schlange.
Die Orgel aus 1901 mit einem Manual und 8 Registern stammt von Anton Schönhofer aus Pressburg.